# Ардаулі
Ардаулі (італ. Ardauli, сард. Ardaule) — муніципалітет в Італії, у регіоні Сардинія,  провінція Ористано.
Ардаулі розташоване на відстані близько 370 км на південний захід від Рима, 100 км на північ від Кальярі, 35 км на північний схід від Ористано.
Населення — 905 осіб (2014).

## Демографія
Населення за роками:

Станом на 1 січня 2023 року в муніципалітеті офіційно проживало 26 іноземців з 7 країн, серед них 19 громадян країн Євросоюзу та 1 громадянин України.

## Сусідні муніципалітети
- Гіларца
- Неонелі
- Нугеду-Санта-Вітторія
- Сорраділе
- Тадазуні
- Ула-Тірсо